# Луїс Бота

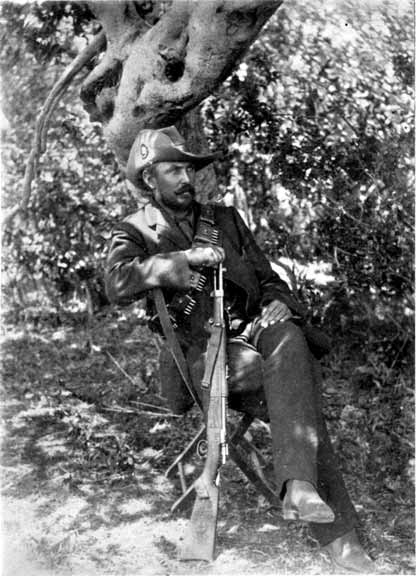

Луїс Бота (афр. Louis Botha афр. вимова: [ˈlu.i ˈbuəta]; 27 вересня 1862, Грейтаун (нині у Квазулу-Наталь) — 27 серпня 1919) — південноафриканський політичний і військовий діяч, перший прем'єр-міністр Південно-Африканського Союзу — предтечі сучасної Південно-Африканської Республіки.
Став членом парламенту Трансваалю 1897 року як представник дистрикту Фрайгайд.
1899 — взяв участь у Другій англо-бурській війні — спочатку у загоні під командуванням Лукаса Меєра у Північному Наталі, а згодом сам командував військами, провівши бої під Коленсо і Спіоен Коп.
Після смерті генерала Жубера став головнокомандувачем Трансваальської армії бурів, де продемонстрував свої визначні здібності воєначальника під Белфаст-Далманута. Були чутки, що Бота захопив у полон Вінстона Черчілля під час засідки на бронепотяг в Наталі 15 листопада 1899 р., але це виявилося лише чутками.
Після падіння Преторії розпочав партизанську війну проти британців разом з Де ла Раєм і Крістіаном де Ветом.

## Діяльність після Другої англо-бурської війни
Був головним бурським представником під час мирних переговорів 1902 року, які завершилися підписанням мирного договору у Ферініхіні.
Бойова слава Боти зробила його визначною постаттю в політиці Трансваалю, і він був провідним діячем післявоєнної відбудови цієї країни.
Працював у напрямку налагодження стосунків з британцями. У період реконструкції під британським пануванням Бота вирушив до Європи з де Ветом і де ла Раєм, щоб зібрати кошти на відновлення спалених бурських ферм і маєтків.
Після надання Трансваалю права на самоврядування (1907) лорд Селборн запропонував генералу Боті сформувати уряд, і 4 березня 1907 той став прем'єр-міністром Трансваалю.
Навесні 1907 року генерал Бота взяв участь у конференції прем'єр-міністрів колоніальних територій у Лондоні. У ході свого візиту до Великої Британії з цієї нагоди оголосив про повноправне входження Трансваалю в лоно Британської імперії і про свій щирий намір працювати на благо країни незалежно від національних і расових відмінностей її жителів.
1911 — разом із ще одним героєм англо-бурської війни, Яном Смутсом, заснував Південно-Африканську партію (SAP).
1910 — коли Південна Африка отримала статус британського домініону, Бота став першим прем'єр-міністром Південно-Африканського Союзу.

## Подальша кар'єра
Після того, як вибухнула Перша світова війна, Бота послав війська, щоб захопити Німецьку Південно-Західну Африку (нині Намібія). Це спричинило повстання серед бурів (повстання Марітца). 32-тисячне військо Боти, яке складалося зокрема й із бурів, придушило повстання.
Наприкінці війни взяв участь у короткотривалій місії Британської імперії до Польщі. Він стверджував, що умови Версальського договору були надто суворі для Центральних держав. На Паризькій мирній конференції домагався включення Південно-Західної Африки до складу Південно-Африканського Союзу.
У цей час він уже був важко хворий .
Генерал Луїс Бота помер вранці 27 серпня 1919 року від серцевої недостатності. Похований на Полі Героїв у Преторії.
Про Боту Вінстон Черчілль писав у своїх «Великих сучасниках»: «Три найвідоміші генерали, яких я знав у моєму житті, не виграли бій із зовнішнім ворогом. І їхні імена починаються на „Б“, це — генерал Бут, генерал Бота і генерал Баден-Пауелл…».

## Луїс Бота і Україна
2 квітня 1919, за дорученням Найвищої ради Паризької мирної конференції, Бота очолив міжнародну комісію, утворену для підготовки перемир'я між Західною областю Української Народної Республіки і Польщею під час українсько-польської війни 1918—1919. Комісія ухвалила обмежити армії воюючих сторін до 20 тис. кожну. Було встановлено демаркаційну лінію («лінія Бота»), за якою Дрогобицький нафтовий басейн залишався за ЗО УНР, а до Польської республіки відходив Львів і території на захід від лінії Львів — Сокаль. Уряд ЗО УНР 13 травня 1919 р. прийняв пропозиції комісії Боти. Але польський уряд, значно посиливши свої війська на українському фронті армією генерала Ю.Галлера, повністю сформованою у Французькій республіці і призначеної Антантою виключно для боротьби з більшовиками, відкинув всі пропозиції міжсоюзної комісії, очолюваної Ботою.